# Zlatko Gorjan
Zlatko Gorjan (Srijemska Mitrovica, 15. srpnja 1901. – Zagreb, 21. lipnja 1976.), hrvatski književnik i prevoditelj .
Nakon studija romanistike i germanistike u Beču i Zagrebu, bavio se novinarstvom, te filmom i kazalištem. Početkom 30-ih godina jedan je od osnivača i urednika edicija "Kosmos" i "Karijatide", pomoćni urednik "Leksikona" Minerve, prevoditelj te pomoćni redatelj u Zagrebačkom kazalištu. 
Poslije Drugog svjetskog rata jedan je od osnivača i predsjenik Društva hrvatski književnih prevoditelja. Pisao je pjesme, novele, putopise i eseje, a članke je objavljivao u stranoj i domaćoj periodici. Sastavio je više antologija, a prevodio je s njemačkoga, engleskoga, francuskoga, nizozemskoga, norveškoga i švedskoga.

## Djela
- "Fortunatove afere ili skandal u afričkoj koloniji".
- "Ana traži pravdu",
- "Putovanja i proplanci",
- "Ogigija. Čuda i čarolije na začaranom otoku".

## Prijevodi
- Charles Dickens, "Oliver Twist", 1947.
- George Elliot, "Silas Marner", 1951.
- Charles Dickens, "Velike nade", 1952.
- Herman Mellville, "Moby Dick" (s Josipom Tabakom), 1953.
- David Herbert Lawrence, "Duga", 1955.
- James Joyce, "Uliks", 1957.
- Olav Duun, "Ljudi iz Juvika" (s Josipom Tabakom), 1959.
- Carson McCullers, "Srce je lovac samotan", 1960.
- Robert Musil, "Čovjek bez svojstava", 1967.
- Franz Kafka, "Preobražaj", 1968.
- Oscar Wilde, "Slika Doriana Graya", 1969.
- Heinrich Böll, "Skupna slika s damom", 1973.
- August Strindberg, "Ljudi s Hemsöa" (s Mignon Mihaljević), 1977.